# ثوريوم
الثُوريوم هو عنصر كيميائي من عناصر الجدول الدوري وله الرمز Th، وعدده الذري 90. ونظرا لأنه فلز له نشاط إشعاعي طفيف، ويوجد بصورة طبيعية فإنه يعد من أنواع الوقود النووي البديلة لليورانيوم.

## الصفات المميزة
في حالة نقائه فإن الثوريوم فلز أبيض فضي يحافظ على لمعانه لشهور عديدة. بينما عند وجود شوائب أكسيدية به فإن لمعانه يخبو في الهواء ويصبح رمادي ثم أخيرا يتحول للأسود. ولأكسيد الثوريم (ThO2) (يسمى أيضا ثوريا) درجة ذوبان عالية جدا مقارنة بباقي الأكاسيد (3300 °C). وعند تسخينه في الهواء، فإن فلز الثوريوم يشتعل ويحترق بلهب أبيض.
شاهد الأكتينيدات في الطبيعة لتفاصيل أكثر عن السمات المميزة للأكتينيدات في الطبيعة.

## الاستخدامات
استخدامات الثوريوم:
- يستخدم لعمل سبيكة مع المغنسيوم يكون لها مقاومة عالية لقوة الشد والزحف في درجات الحرارة العالية.
- يستخدم الثوريوم لتغطية أسلاك التنجستين المستخدمة في المعدات الإلكترونية، مما يحسن الانبعاث الإلكتروني للكاثود عند تسخينه.
- يستخدم الثوريوم في إلكترودات لحام القوس التنجستين الغازي والخزفيات المقاومة للحرارة.
- تستخدم تقنية تحديد العمر بواسطة يورانيوم-ثوريوم لتحديد عمر الحفريات الأدمية.
- كمادة خصبة لإنتاج الوقود النووي. وبالتحديد، في مفاعل مضخم الطاقة يجب الأخذ في الاعتبار استخدام الثوريوم حيث أنه متوافر عن اليورانيوم، كما أن بعض تصميمات المفاعلات النووية تأخذ في الاعتبار مساهمة الثوريوم في دورة وقودها النووي.
- الثوريوم يعد واقي أشعة قوي، بالرغم من أنه لم يستخدم كواقي أشعة بطريقة فعلية مثل الرصاص أو اليورانيوم المستنزف.
- يمكن استخدام الثوريوم في المفاعلات تحت الحرجة بدلاً من اليورانيوم كوقود. وهذا يبنتج عنه نفايات أقل ولا يمكن أن يذوب.

استخدامات ثاني أكسيد الثوريوم (ThO2):
- كمصدر إنارة في المصابيح الغازية المتنقلة. وهذه المصادر لها بريق ضوئي (لا يعتمد على النشاط الإشعاعي) عندما يتم تسخينها في لهب غازي.
- يستخدم للتحكم في حجم حبيبات التنجستين المستخدم في المصابيح الكهربية.
- يستخدم في البوتقات المعملية التي تتحمل درجات حرارة عالية.
- بإضافته إلى الزجاج، ينتج زجاج له معامل انكسار عالي، وتشتت منخفض. وبالتالي تم استخدام الزجاج الناتج في عدسات الكاميرات والتطبيقات العلمية.
- يستخدم كحفاز:
  - في تحويل الأمونيا إلى حمض نيتريك.
  - في عمليات تكسير البترول.
  - في إنتاج حمض الكبريتيك.
- يعد المكون النشيط في الثوروستات، الذي يستخدم في التشخيصات التي تتم بواسطة الأشعة السينية. وقد تم البدء في التوقف عن استخدام الثوروستات لوجود خطر الإصابة بالسرطان بسببه.

## الثوريوم تاريخيا
تم اكتشاف الثوريوم عام 1828 بواسطة الكيميائي السويدي جونز جاكوب بيرزيليوس، والذي قام بتسميته على اسم ثور إله الرعد الإسكندنافي. ولم يكن للثوريوم أي استخدامات حتى عام 1885 حيث تم اكتشاف المصباح المغطى.
طريقة القضيب البللوري (أو طريقة التأيد) تم اكتشافها بواسطة أنطون إدوارد فان أركيل وجان هنريك دي بوير في عام 1925. وكانت هذه هي أول طريقة صناعية للإنتاج التجارى للثوريوم الطيع الفلزي.
وكان الاسم أيونيوم تم اقتراحه عند دراسة العناصر المشعة لنظير 230Th الناتج من سلسلة الاضمحلال لل238U قبل أن يعرف أن الأيونيوم والثوريوم متطابقان كيميائيا. وتم اقتراح Io للعنصر المتوقع.

## التواجد

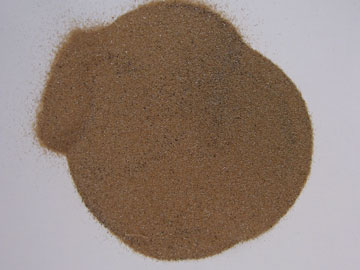
مونازايت، معدن نادر يحتوى على الثوريوم والفوسفات، وهو المصدر الأساسي للثوريوم

ويوجد الثوريوم بكميات ضئيلة في معظم الصخور وأنواع التربة، ولكنه يتواجد ثلاث مرات أكثر من اليورانيوم، ويوجد بكمية تماثل الرصاص. وتحتوي التربة بصفة عامة على 6 أجزاء في المليون من الثوريوم في المتوسط. ويتواجد الثوريوم في عدة معادن، وأكثرها شهرة المونازايت والذي يحتوي على 12% تقريبا من أكسيد الثوريوم. ويوجد من هذا المعدن مخزون طبيعي في عديد من البلدان. ويضمحل 232Th ببطىء شديد (يصل عمر النصف له ثلاث مرات مثل عمر الأرض تقريبا) ولكن توجد نظائر أخرى للثوريوم تنتج من الإضمحلال التسلسلي لليورانيوم. ومعظمها له فترة عمر نصف قليلة وتكون مشعة، ولكنها ضيئلة عند مقارنتها مع 232Th.

## الثوريوم كوقود نووي
الثوريوم مثل اليورانيوم والبلوتونيوم، يمكن أن يستخدم كوقود في المفاعلات النووية. بالرغم من أنه لا ينشطر بمفرده، حيث 232Th يقوم بامتصاص النيترونات البطيئة لإنتاج اليورانيوم-233 (233U)، والذي يحدث له انشطار. ومثله مثل 238U فإنه يورانيوم خصب.
وبالترتيب طبق للأهمية فإن233U أفضل من النظيرين الأخريين المستخدمين كوقود، 235U والبلوتينيوم-239 (239Pu)، نظراً لإنتاجه العالي من النيترونات لكل نيترون ممتص. ويعطى بداية ببعض المواد المنشطرة (235U أو 239Pu) تنتج دورة مستمرة مشابهة، ولكن بكفاءة أعلى من الممكنة بواسطة 238U إلى 239Pu (في مفاعلات النيترون البطيء). يقوم 232Th بامتصاص النيترون ليصبح 233Th الذي ينحل تلقائيا إلى بروأكتينيوم-233 (233Pa) ثم 233U، ويمكن عندها الحصول على الوقود المشع من المفاعل، ويفصل 233U من الثوريوم (عملية مشابهة حيث أنها تتضمن فصل كيميائي بدلاً من الفصل بواسطة النظائر)، ويتم تغذيته لمفاعل آخر كنوع من أنواع الدورة المغلقة في دورات الوقود النووي.
وتتضمن مشاكل تصنيع الوقود التكلفة العالية الناتجة من الإشعاع العالي لليورانيوم 233U والذي نظراً لتلوثه ببعض أجزاء من 232U القصير العمر، تحدث نفس المشكلة في إعادة تشكيل الثوريوم نظرا للإشعاع العالي للثوريوم 228Th، ويأتي خطر بعض الأسلحة من تكاثر 233U، ولم تحل المشاكل التقنية المتعلقة بهذا الموضوع للآن. ولا زال هناك عمل كثير لتطوير طريقة استخدام الثوريوم كوقود، بحيث يمكن استخدامه بطريقة تجارية. وبالرغم من ندرة وجود اليورانيوم، فلا زالت هذه الجهود غير كافية للاتجاه للثوريوم.
ومع ذلك، فإن دورة وقود الثوريوم، بقدرتها على توليد وقود متوالد بدون الحاجة لمفاعل نيترون سريع، ترجح باستخدامه على المدى البعيد. وبتوافر الثوريوم عن اليورانيوم، فإنه من أهم الركائز التي سيستند عليها الوقود النووي ومن بين الأساسيات التي سيتم الاعتماد على نمذجتها وتطبيقاتها من أجل الحفاظ على التماسك النوعي للمواد الكونية .
الهند لديها مخزون كبير من الثوريوم، ولذا فإنها تخطط لاستخدامه في برنامجها النووي، مستخدمة اليورانيوم كمادة مساعدة فقط. وهذه الخطة الطموحة تستخدم كل من المفاعل المولد السريع والحراري. ويقدم كل من مفاعل المياه الثقيلة المتقدمو مفاعل KAMINI جهود مبذولة في هذا الاتجاه.
والكميات الآتية تمثل المخزون الطبيعي للثوريوم مقدر بالطن :
- 360000 الهند [5]
- 300000 أستراليا
- 170000 النرويج
- 160000 الولايات المتحدة
- 100000 كندا
- 35000 جنوب أفريقيا
- 16000 البرازيل
- 95000 الدول الأخرى

## النظائر
يتكون الثوريوم الموجود طبيعيا من نظير واحد 232Th. ويوجد للثوريوم 25 نظير مشع وأكثرهم ثباتا 232Th وله عمر نصف مقداره 14.05 مليار سنة، 230Th وله عمر نصف مقداره 75380 سنة، 229Th وله عمر نصف مقداره 7340 سنة، 228Th وله عمر نصف مقداره 1.92 سنة. أما بقية النظائر فلها عمر نصف أقل من 30 يوم ومعظم هذه النظائر أقل من 10 دقائق. وللعنصر أيزومر نووي واحد.
ويتراوح الوزن الذري لنظائر الثوريوم من 212 وحدة كتل ذرية (212Th) إلى 236 (236Th)

## الاحتياطات
يشتعل مسحوق فلز الثوريوم تلقائيا في الهواء، ولذا يجب التعامل معه بحرص شديد.
كما يزيد معدل احتمال الإصابة بسرطان الرئة، والبنكرياس، الدم عند التعرض لدخان الثوريوم. كما أن تعرض الجسم من الداخل للثوريوم يؤدي لزيادة معدل الإصابة بأمراض الكبد. ولا يوجد للعنصر أي دور حيوي آخر معروف. شاهد أيضا ثوروتراست.

## الثوريوم في الثقافة العامة
شاهد أيضا استخدامات الثوريوم الخيالية.
دافيد هان، والذي يطلق عليه "الفتى سكوت المشع"، يقوم بإطلاق الثوريوم من خلال مصباح مع النيترونات لإنتاج كميات صغيرة من المواد الانشطارية في ساحة بيته الخلفية. وكان عليه أن لا يقوم بتطوير عمله نظرا لارتفاع مشتوى الإشعاع في البيوت المحيطة به.
وفي عام 1999، قامت مجموعة طلبة من جامعة شياغو بإنشاء مفاعل نووي صغير يعمل.

## وصلات خارجية
- الطاقة من الثوريوم
- صفحة المعلومات حول الثوريوم
- شركة طاقة الثوريوم- تطوير وقود الثوريوم
- العناصر على الشبكة- الثوريوم
- أسئلة متكررة- الثوريوم
- الفحص الجيولوجي الأمريكي- الثوريوم
- مركز معلومات اليورانيوم يقدم بعض المواد الأصلية في تركيبه.
- المبرد اللانهائي - مزيل رائحة المجمد، منتج تجاري يفترض أنه يزيل الروائح للأبد مصنوع من Th-232.
- الطاقة من الثوريوم